# Karel Hájek (varhaník)

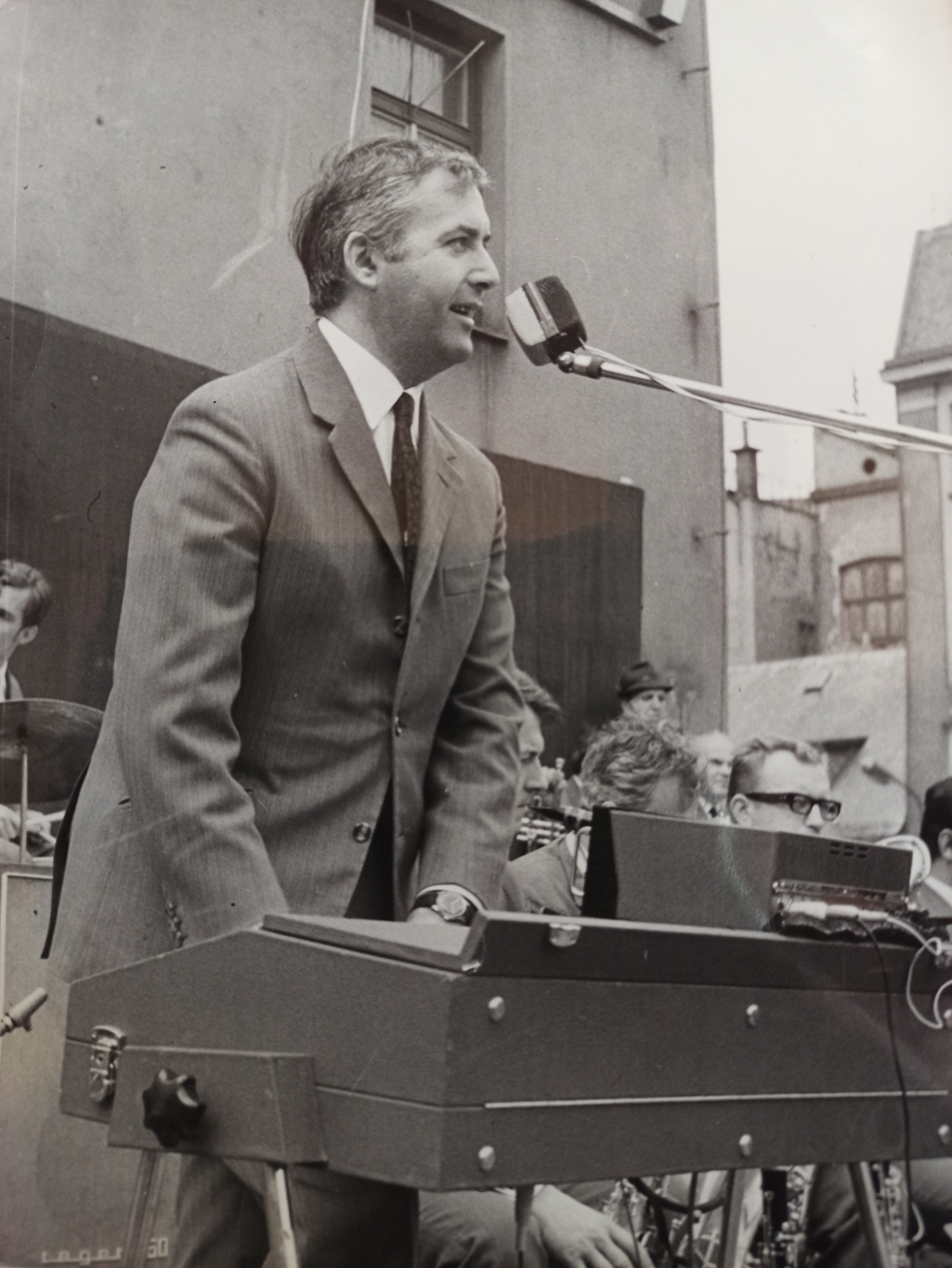
Hudebník Karel Hájek

Karel Hájek (29. září 1929 Hradec Králové – 28. května 2020) byl český varhaník, hudební pedagog, aranžér, dirigent a muzikant.

## Životopis
Narodil se 29. září 1929 v Hradci Králové, kde jeho rodiče – Karel Hájek (* 1890) a Marie roz. Čáslavská (* 1900) – v roce 1925 koupili pekařskou živnost spojenou s malým krámem se smíšeným zbožím, přímo pod Bílou věží vedle chrámu sv. Ducha. Měl starší sestru Věru.
Jeho první kontakty s hudbou umožnil bývalý hradecký vojenský kapelník, který v otcově krámu nakupoval většinou na dluh. Když dluh překročil obvyklou míru, koupil otec u K. Pilaře ½ housle a umožnil vojenskému kapelníkovi smazat dluh výukou tehdy sedmiletého Karla hry na housle. Jeho matka jej přivedla k ministrování v kostele Panny Marie na Velkém náměstí. Ze všeho nejvíc na něj působil zvuk tamních historických varhan. V přilehlé kapli sv. Josefa bylo k dispozici malé harmonium, které mu velebný zvuk varhan připomínalo. Za vyministrované peníze si sám koupil Školu hry na harmonium a začal se samovýukou. Ve 12 letech začal hrát na varhany při bohoslužbách. Po postupném zdokonalování jako varhaník přešel do kostela na Pražském předměstí, kde působil regenschori K. J. Doležal, dirigent Brynychova mužského sboru a skladatel církevní hudby. Pan Doležal mu začal dávat hodiny harmonie a kontrapunktu asi ve 14 letech. To už rodiče koupili domů staré harmonium.
Po obecné škole nastoupil  na Klasické gymnázium v Hradci Králové. Po válce, když byl zrušen zákaz tance, Karel jako absolvent tanečních kurzů viděl při odpoledních čajích v hradecké sokolovně první živý swingový orchestr Ladislava Bareše. Silný dojem znásobilo týdenní promítání amerického filmu Zasněžená romance s orchestrem Glenna Millera (který zhlédl osmkrát). Spolu s M. Mužíkem, který studoval Obchodní akademii, a ostatními kamarády založili vlastní kapelu. Karlovi bylo uloženo hrát na vypůjčený trombon. V roce 1947 už kapela hrála na stejných čajích jako pan Bareš a dokonce se dostala do finále soutěže tanečních orchestrů Gramoklubu v pražské Lucerně.
V roce 1948 Karel složil maturitní zkoušku a nastoupil na Filosofickou fakultu – obor čeština a hudební výchova. Jako syn živnostníka neměl nárok na kolej ani na stipendium a byl odkázán na podporu ovdovělé matky a příležitostné příjmy z hraní v kostele a s různými orchestry. Po prázdninách v roce 1949 mu napsal pan Bareš (který po ročním působení v Hradci přešel s několika hudebníky do Liberce, kde vybudoval velký orchestr), zda by nechtěl hrát v jeho orchestru na pozoun. Dohodli se a od října 1949 Karel jezdil na pravidelná hraní  o sobotách a nedělích, v plesové sezoně i pátcích. Honoráře bohatě stačily na dojíždění i studium. Proto zamýšlel vystudovat také hru na varhany. Zašel za Jiřím Ropkem (tehdy asistentem na AMU), zda by ho nepřipravil k přijímací zkoušce na Konzervatoř. Soukromé hodiny mu dával v kostele U Panny Marii Sněžné. Po několika lekcích mu však navrhl, že jej rovnou připraví ke složení Státní zkoušky z varhan a na hudební teorii bude připraven studiem hudební výchovy. K této zkoušce se přihlásil a v jarním termínu (1951) zvládl nástrojovou část. V listopadu se mu podařilo zvládnout zkoušky i z hudební teorie. Shodou okolností byl jeho examinátorem z harmonie tehdejší ředitel Hudební školy v Liberci Oskar Batěk. Z písemných materiálů zjistil, že bydlí v Jablonci n. N., a nabídl mu místo učitele klavírní hry v Liberci. Od ledna roku 1952 se tedy stal učitelem hudby v liberecké hudební škole. Státní zkoušku ze hry na housle pak složil v jarním termínu roku 1955.
V témže roce nastoupil dvouletou vojenskou prezenční službu u divizní vojenské hudby v Mladé, kde se zdokonalil ve hře na pozoun, klavír, violu, kontrabas a bicí nástroje. Po skončení vojenské služby opět nastoupil na místo učitele na Hudební škole v Liberci.
Vedle individuální výuky žáků na různé hudební nástroje začátkem 60. let převzal vedení žákovského orchestru. Od gymnasiálních let byl zvyklý upravovat notový materiál pro nejrůznější soubory, proto mu přišlo vhodné pro žákovský orchestr upravovat skladby, které jsou mládí blízké. V šedesátých letech k nám dorazily westernové filmy s Vinnetouem, Poklad na Stříbrném jezeře apod. Směs těchto westernových melodií upravil pro soutěžní vystoupení. Přes okresní a krajské kolo se dostali v roce 1966 do ústředního kola estrádních a tanečních orchestrů v Ostravě a získali II. místo. Podníceni tímto úspěchem se vrhli do přípravy vystoupení v soutěži smyčcových a symfonických orchestrů. Vystoupili pak s nacvičenou Pastorální symfonií J. Kreitha na ústředním kole v Brně v roce 1970 a byli oceněni krásným 3. místem.
Tehdy požádal ředitele školy o udělení roční neplacené dovolené (IX. 1970 – VIII. 1971) za účelem sjednaného zájezdu přes Pragokoncert s Orchestrem Ladislava Bareše do zahraničí. Bylo mu to umožněno, ale s podmínkou, že předtím připraví vhodný materiál pro soutěž orchestrů v dotyčném roce. Napsal tenkrát Směs melodií Beatles a před svým odjezdem do NSR a Francie ji předal svým kolegům, kteří skladbu nacvičili. V soutěži v roce 1971 postoupili až do Ostravy, kde získali 1. místo a titul Absolutní vítěz.
Po návratu z ciziny se vrátil k předcházející činnosti, a v roce 1974 získal s orchestrem stejné ocenění za provedení skladby „Píseň nezná hranic“. V dalších  soutěžích estrádních orchestrů upravoval skladby skupin ABBA, QUEEN nebo sestavil nejznámější melodie ze Starců na chmelu, tel. seriálu Angelika, z muzikálů Evita, West Side Story atd. Jeho orchestr se pravidelně zúčastňoval všech soutěží v kategoriích symfonických i estrádních orchestrů. I nadále se opakovaně umísťoval na předních místech. Záhy po revoluci skončila ústřední kola jak v Ostravě, tak i v Brně. Naposledy soutěžili v Rožnově pod Radhoštěm a v Olomouci. V porevolučním systému soutěží měly kraje i okresy přidělenou kvótu účastníků a velké orchestry nebyly žádoucí. V 90. letech se jednou konalo ústřední kolo estrádních orchestrů v Jablonci nad Nisou, kam z krajského kola postoupili, ale pořadatelé orchestr nepozvali, přestože jejich režie byla minimální bez nároků na ubytování a stravování.
Byl skvělý pedagog, učil zejména hru na housle, ale i kontrabas, piano, pozoun a další nástroje. V revoluční době se stal zároveň zástupcem ředitele, později i ředitelem liberecké „lidušky“, ale to už mu začal důchodový věk, tak přenechal své místo mladším. Od září 1991 pracoval už jen jako externí učitel souborové a orchestrální hry a už pouze zastupoval nemocné učitele, bylo-li třeba.
Byl vynikajícím hudebním aranžérem nejen pro své žákovské orchestry, ale také pro Orchestr Ladislava Bareše, kterému celou svou kariéru u orchestru aranžoval a rozepisoval noty pro všechny jeho muzikanty. Po smrti dirigenta pana Bareše se stal i kapelníkem, ale ponechal si tuto roli pouze ohledně hudby a repertoáru. Manažerské činnosti přenechal kolegům. Stále však až do vysokého věku hrál s orchestrem na klávesové nástroje.
Rovněž hudbu skládal, například k představení Divadla F. X. Šaldy Únos bohyně aneb o vinařově vině z roku 1960.
V březnu 1959 jej požádal archivář Vladimír Ruda jako předseda Sboru pro občanské záležitosti, zda by nedoprovázel na harmoniu svatební obřady v nově rekonstruované obřadní síni liberecké radnice. V hudební škole v šedesátých letech se tamější „církevní“ varhany zdály nežádoucí a uvažovalo se o jejich likvidaci. Zásluhou Karla Hájka byly zachráněny a přestěhovány na libereckou radnici. Právě na tyto varhany pak doprovázel neuvěřitelných 60 let na svatbách, při vítání občánků, předávání vysvědčení a dalších obřadech až do září roku 2019, kdy osobně na této radnici převzal Medaili města Liberec za zásluhy o rozvoj města v oblasti kultury.
V roce 1951 se oženil, vychoval spolu s manželkou 2 syny a radoval se i ze 4 vnoučat a 4 pravnoučat. Zemřel dne 28. května 2020.